# Dawid Dryja
Dawid Dryja (ur. 21 lipca 1992 w Jaśle) – polski siatkarz, grający na pozycji środkowego. 

## Sukcesy klubowe
Liga Mistrzów:
- 2015, 2023[3]

Mistrzostwo Polski:
- 2015, 2023[4]
- 2016, 2022[5]

Superpuchar Polski:
- 2021, 2022[6]

Mistrzostwo Ukrainy:
- 2024[7]

## Sukcesy reprezentacyjne
Europejski Festiwal Olimpijski Młodzieży:
- 2009

Liga Europejska:
- 2015